# Минготе, Педро
Жуан Педру Минготе Рибейру (порт. João Pedro Mingote Ribeiro), также известный как Педру Минготе или просто  Минготе (порт. Mingote, род. 2 августа 1980, Санта-Мария-да-Фейра, Португалия) — португальский футболист, вратарь.

## Карьера
Минготе, в детстве успевший побывать в академиях клубов «Рио Меау», «Униан Ламас» и «Порту», начал свою карьеру в клубе второй лиги «Навал». За два сезона он отыграл за «моряков» 20 матчей. Затем в его карьере последовал клуб «Оваренсе», где он сыграл 46 матчей за 3 года. Став свободным агентом, он провел по сезону в клубах второй и третьей лиги «Драгаеш Сандиненсеш», «Морейренсе» и «Лоусада».
В 2008 году он переедет в Румынию, где он в конце-концов и останется. Минготе стал основным вратарем клуба «Пандурий». При нем клуб достиг наивысшых результатов в истории: клуб достиг второго места Лиги 1 сезона 2012/13, вышел в групповой этап Лиги Европы сезона 2013/14 и завоевал бронзу чемпионата в сезоне 2015/16. После того, как Минготе ушел в 2016 году, клуб внезапно вылетел из первого дивизиона. Всего за 8 лет в «Пандурие» Минготе провел в рамках ворот 142 матча и пропустил 161 гол.
В 2016 году Минготе перешел в другой клуб из Румынии — «Тыгру-Муреш». Там он сыграл 14 матчей. Но контракт был расторгнут уже зимой, и в 2017 году он успел немного поиграть еще в двух клубах высшей лиги Румынии: «Ювентус» Бухарест и «Университатя Крайова».
В 2020 году он возобновил карьеру в любительском клубе «Интернационал Бэлешти».

## Карьера в сборной
Педру Минготе, сыграв матч в детской сборной Португалии, попал в состав юниорской сборной и сыграл 2 матча. Следующим этапом для него стала сборная до 18 лет — там он вышел на поле в 9 матчах.